# Zachary Browne
Zachary Browne (Sacramento (Californië), 28 maart 1985) is een voormalig Amerikaans jeugdacteur.

## Filmografie

### Films
- 1999 Shiloh 2: Shiloh Season – als Marty Preston
- 1999 The Darwin Conspiracy – als Judd Reynolds
- 1998 Waking Up Horton – als Mark
- 1997 Family Plan – als Eli Mackenzie
- 1996 Wiseguy – als Alex Callendar
- 1995 Man of the House – als Norman Bronski
- 1993 Empty Cradle – als Sam
- 1993 To Sleep with a Vampire – als Daniel

### Televisieseries
- 1998 Kelly Kelly – als Todd – 1 afl.
- 1998 Dr. Quinn, Medicine Woman – als Oliver Dinston – 1 afl.
- 1997 7th Heaven – als Stanley - 1 afl.
- 1997 The Pretender – als jonge Kyle – 3 afl.
- 1997 Baywatch – als Clifford – 1 afl.
- 1996 Minor Adjustments – als Kevin – 1 afl.
- 1996 Renegade – als Eli – 1 afl.
- 1995 ER – als Jake Leeds – 7 afl.
- 1993 Sisters – als kleine jongen – 1 afl.

## Prijzen

### Young Artist Award
- 2000 in de categorie Beste Jeugdige Cast in een Film met de film Shiloh 2: Shiloh Season - gewonnen.
- 1998 in de categorie Beste Optreden in een Televisieserie met de televisieserie The Pretender - genomineerd.